# Mission: SPACE (attractie)
Mission: SPACE is een simulator in het Amerikaanse attractiepark Epcot. De attractie is niet in andere parken van Disney te vinden en is ook uniek in zijn soort. De attractie staat in het themagebied Future World en heeft de attractie Horizons vervangen. In Mission: SPACE zijn nog diverse verwijzingen naar Horizons te vinden.

## Geschiedenis
Mission: SPACE werd geopend op 15 augustus 2003 en verving daarmee de attractie en het paviljoen Horizons, die volledig waren gesloopt om plaats te maken voor de gebouwen van Mission: SPACE. Vanaf de opening bestond Mission: SPACE uit één en dezelfde trainingsmissie: een missie naar Mars. De missie bestond echter wel in twee verschillende varianten: een intense variant en een minder intense variant. Gasten konden bij de ingang van de attractie een groene kaart of een oranje kaart halen: haalden ze een groene kaart, dan namen ze deel aan de minder intense variant; haalden ze een oranje kaart, dan namen ze deel aan de intensere variant. In de instructievideo's en veiligheidsvideo's werden gasten toegesproken door een commandant, vertolkt door Gary Sinise.
In augustus van 2017 kreeg Mission: SPACE een update. De minder intense (groene) variant van de trainingsmissie naar Mars werd vervangen door een trainingsmissie om de Aarde. De videobeelden van de intense (oranje) variant werden geüpdatet naar HD-kwaliteit; de missie naar Mars bleef ongewijzigd. Verder werden nieuwe instructie- en veiligheidsvideo's opgenomen, echter ditmaal met Gina Torres in de rol van commandant. Waar dat voorheen met een kaartensysteem werd gewerkt, werden nu bovendien twee verschillende wachtrijen gecreëerd voor de twee verschillende missies. Ondanks dat de attractie aangekondigd was voor een heropening op 13 augustus 2017, opende de nieuwe editie van Mission: SPACE enkele dagen eerder op 11 augustus.

## Rit
In Mission: SPACE is de gast plotseling een trainer voor een trainingsmissie ofwel om de Aarde, ofwel naar Mars. Men stapt met vier man in een simulator, met elk een specifieke taak tijdens de missie. Gedurende de rit ervaren de gasten hoe het voelt om gelanceerd te worden, aangezien de simulatoren in de ronde ruimte waar zij zich bevinden beginnen rond te draaien, waardoor de g-krachten tot 2,5 g op kunnen lopen.
De attractie is voor sommige mensen vrij heftig in zijn soort. Er zijn twee gasten (aan de gevolgen van) na of tijdens de rit overleden. Daarom bestaat de attractie uit twee variaties. Een intense variatie waar de simulator wel ronddraait (de missie naar Mars, of de oranje missie) en een andere, minder intense variatie waar de simulator zich niet in een centrifuge bevindt (de missie rondom de Aarde, of de groene missie).

## Techniek
De techniek achter Mission: SPACE is redelijk eenvoudig. De centrifuges waarmee astronauten getraind worden zijn de basis voor deze attractie, hetzij in een mildere vorm.
In de X2 spaceshuttle wordt een CGI film getoond en synchroon aan de film zal de cabine waarin je zit draaien, zodat je tijdens de lancering in je stoel gedrukt wordt (2,4 g), of juist een licht gevoel van gewichtloosheid ervaart.

## Afbeeldingen

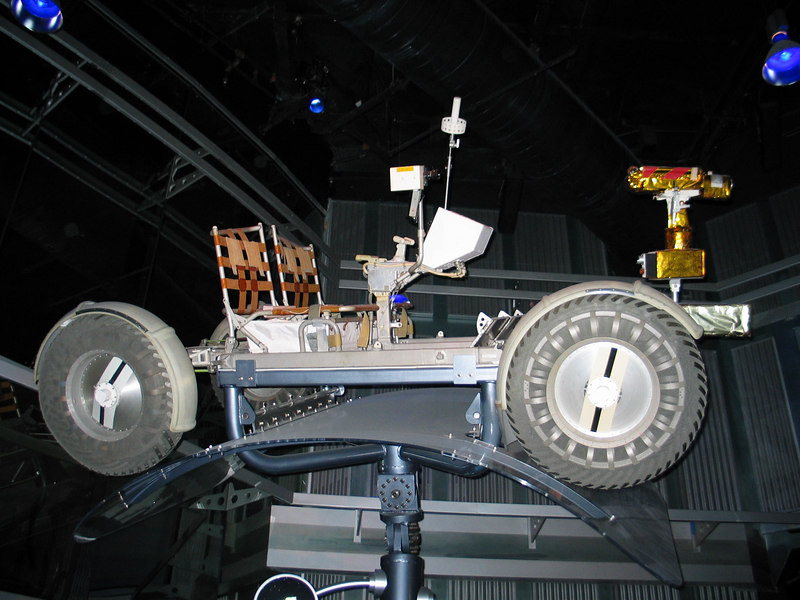
Decoratie in de wachtrij
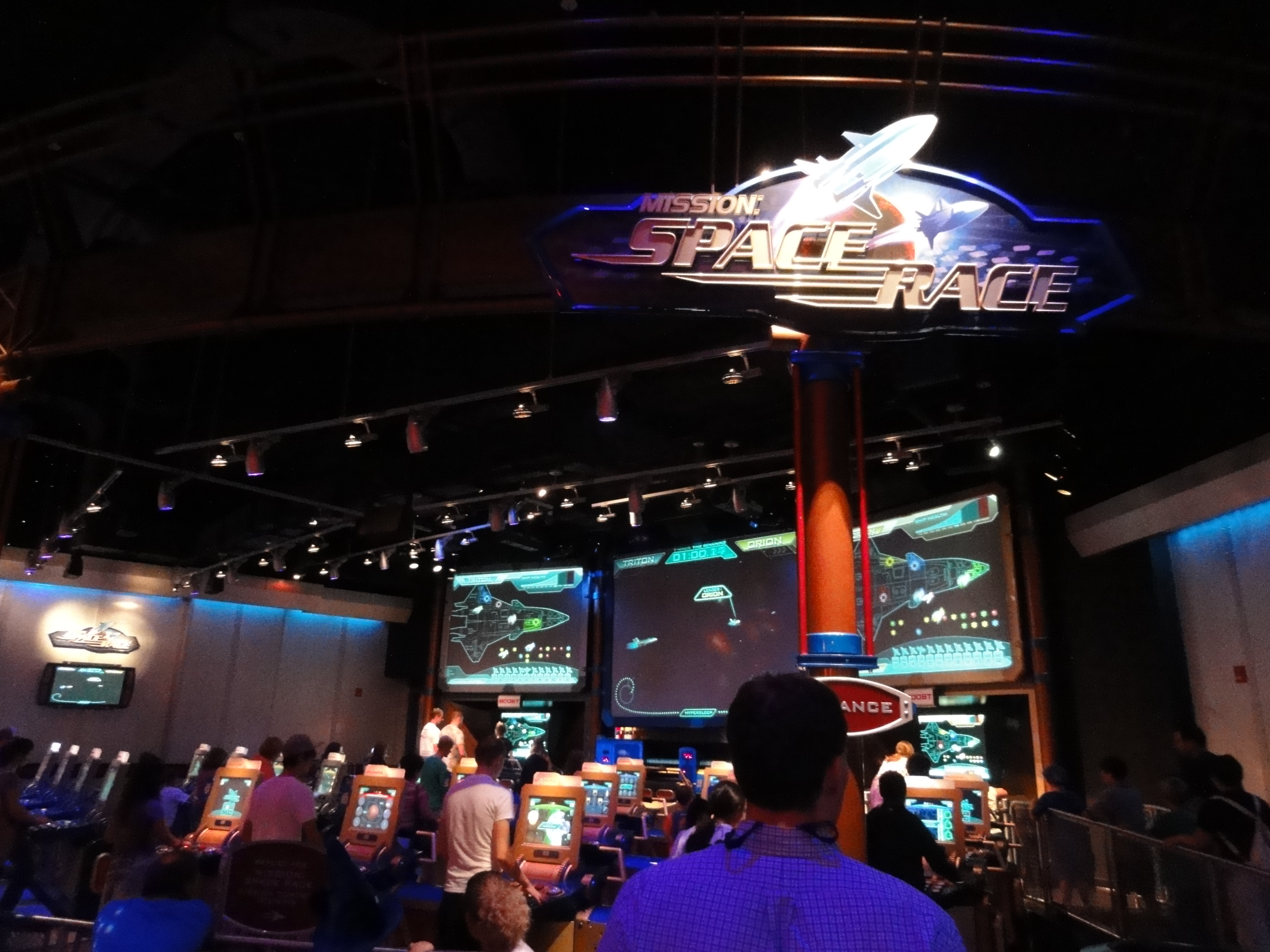
Wachtruimte

Walt Disney World Resort · Lijst van attracties in Epcot · Fountain of Nations · afbeeldingen